# دوره تناوب
دورهٔ تناوب به فاصلهٔ زمانی بین دو قلّهٔ متوالی موج (یا بین هر دو نقطهٔ متناظر موج در دو تناوب متوالی) گفته می‌شود. دورهٔ تناوب برابر با عکس بسامد است؛ یعنی:
￼￼￼

دوره تناوب :مدت زمان یک دور کامل محیط را دورهُ تناوب می‌گویند.
همچنین، رابطهٔ سرعت {\displaystyle v} موج، طول موج {\displaystyle \lambda } و دورهٔ تناوب به صورت زیر می‌باشد:
{\displaystyle v=f\lambda \,}
در سیستم یکاهای بین‌المللی، SI یکای بسامد  است که به احترامِ هاینریش هرتز، هرتز(Hz) نامیده می‌شود.